# Van de Poll
Van de Poll is een regentengeslacht dat tijdens het ancien régime een belangrijke rol speelde in het bestuur van de stad Amsterdam. Sinds 1815 behoren leden tot de Nederlandse adel.

## Geschiedenis
De oudst bekende voorouder van het geslacht is Evert van den Polle, die vermeld wordt in 1342. De familie Van de Poll (Uten Polre, Uten Polle, Van den Polle) ontleent haar naam mogelijk aan het goed Huis De Polle, een donjon in Mastwijk, gelegen aan de Blindeweg 5 in de buurt van Montfoort. In bronnen wordt vermeld dat Everaert uten Polre van de graaf van Holland een halve hoeve, gelegen in het goed 'De Poll' in leen gekregen had. Bij opgravingen zijn 14de-eeuwse objecten aangetroffen zoals een Siegburger-aardewerk kannetje, middeleeuwse stenen en funderingsresten. Tegenwoordig is enkel nog een groep bomen met overblijfselen van een voormalige gracht zichtbaar. De naam Van de Poll komt in deze tijd verschillende keren voor in leenakten, oorkondenboeken en testamenten. Hier gaat het voornamelijk over het belenen van stukken land in de omgeving van onder andere Linschoten, Snelrewaert, Blokland, Cattenbroek en Willeskop.
Wouter Evertsz uten Polle of van de Poll, vermeld tussen 1422 en 1474, was schout van Montfoort. Deze eeuw hebben verschillende leden van de familie en andere genealogen pogingen gewaagd om de stamboom verder terug te voeren, zelfs tot in de dertiende eeuw en de twaalfde eeuw, om afstamming van de burggraven van Montfoort of het machtige ministeriale geslacht Van Woerden aan te tonen. Vast staat dat familieleden schout, schepen en burgemeesters waren van de stad Montfoort en Woerden. Het Montfoortse burgemeesterambt werd bekleed door Wouter Evertsz' zoon, kleinzoon en achterkleinzoon.

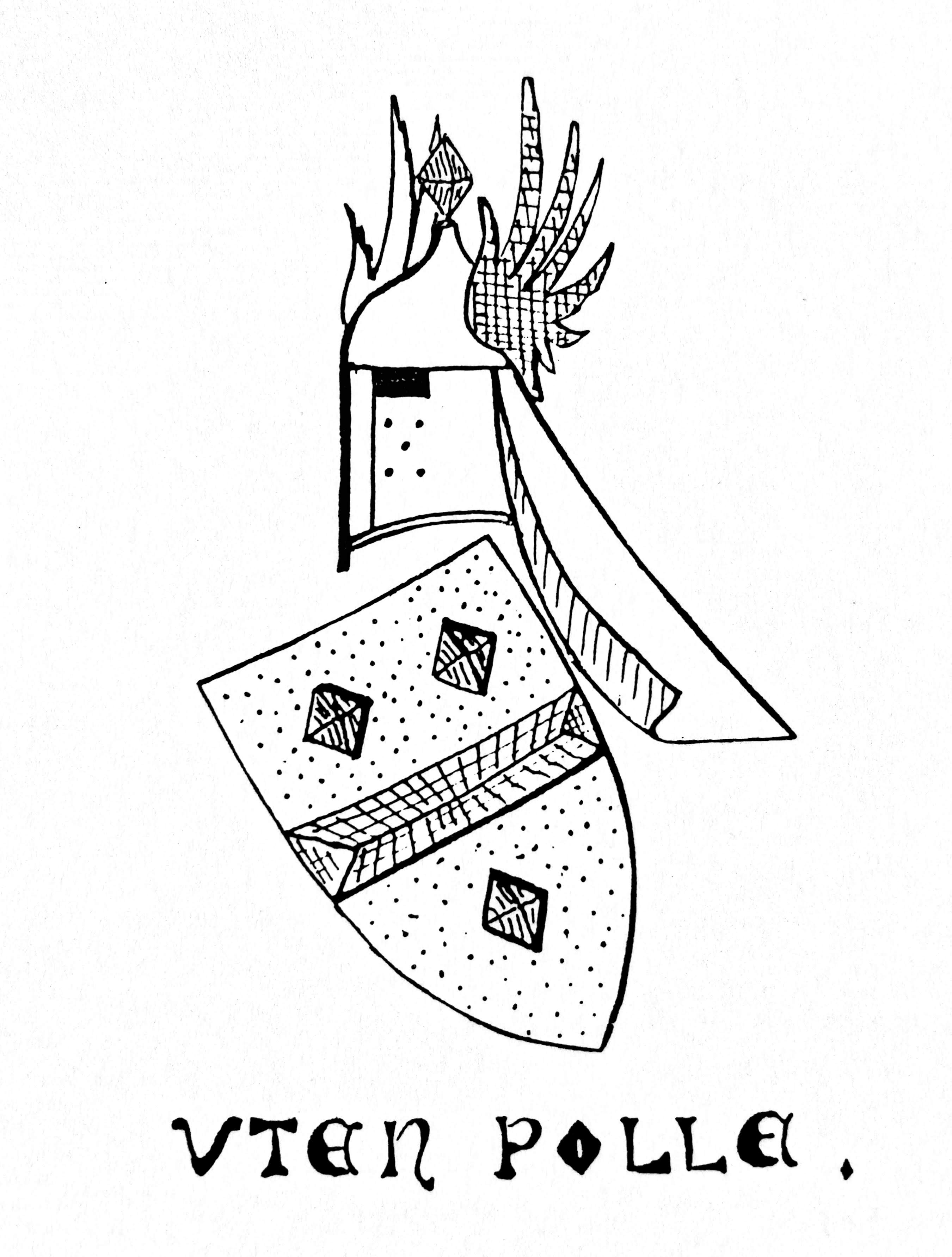
Origineel wapenschild van Van de Poll

In de daaropvolgende generatie kwam de verbinding met Amsterdam tot stand. Gijsbert Jansz van de Poll (1529-1607) verhuist van Montfoort naar Amsterdam, waar hij zich als houtkoper vestigde. Zijn zoon Harmen Gijsbertsz van de Poll (1559-1645) werd in 1595 in de Vroedschap benoemd. Daarmede stond hij aan het begin van de regerings-traditie van de familie Van de Poll, een traditie die bijna tweeënhalve eeuw zou duren. Een voorname Van de Poll was Jan van de Poll. Hij bekleedde het ambt van burgemeester van Amsterdam zes keer. Als burgemeester is hij meerdere malen geportretteerd. Zo was hij lid van de Sint-Sebastiaansdoelen, Sint-Jorisdoelen en Handboogdoelen. Haar politieke hoogtepunt bereikte de familie wellicht ten tijde van het Tweede Stadhouderloze Tijdperk (1702-1747) toen Jan van de Poll (1668-1745) een van de hoofdrolspelers op het Amsterdamse politieke toneel was. Na het herstel van het stadhouderschap verloor de familie Van de Poll aan macht. De zoon van de machtige Jan van de Poll, Harmen Hendrik van de Poll (1697-1772), werd in 1748 door stadhouder Willem IV van Oranje-Nassau uit de Vroedschap gezet en geen van zijn drie zonen wist een aanzienlijk regeringsambt te verwerven. Tegen het einde van de achttiende eeuw heeft de familie haar oude positie en status weer herwonnen. Ook na het Ancien régime bleef de familie een vooraanstaande positie in Amsterdam innemen. Jan Wolters van de Poll (1759-1826) was burgemeester van Amsterdam van 1808 tot 1810, en zijn neef Frederik van de Poll (1780-1853) bekleedde deze positie van 1829 tot 1836.
In 1840 werd Frederik van de Poll benoemd tot gouverneur van de provincie Utrecht. Hierdoor werd de band met Amsterdam verbroken. Frederik van de Poll en zijn gezin verhuisden naar de provincie. Hij vormde wat dit betreft geen uitzondering binnen de familie. In de jaren tussen 1775 en 1850 verspreidde de familie zich over geheel Nederland en daarbuiten. Fredriks oudste zoon jhr. Fredrik Harman van de Poll (1823-1909) vestigde zich in de jaren zestig definitief in Zeist op het huis "Beek en Royen". Daar zou deze tak van de familie blijven wonen tot na de Tweede Wereldoorlog.
Tussen 1815 en 1889 werden leden van het geslacht verheven in de Nederlandse adel en verkregen, met hun nageslacht, het adellijke predicaat jonkheer/jonkvrouw.

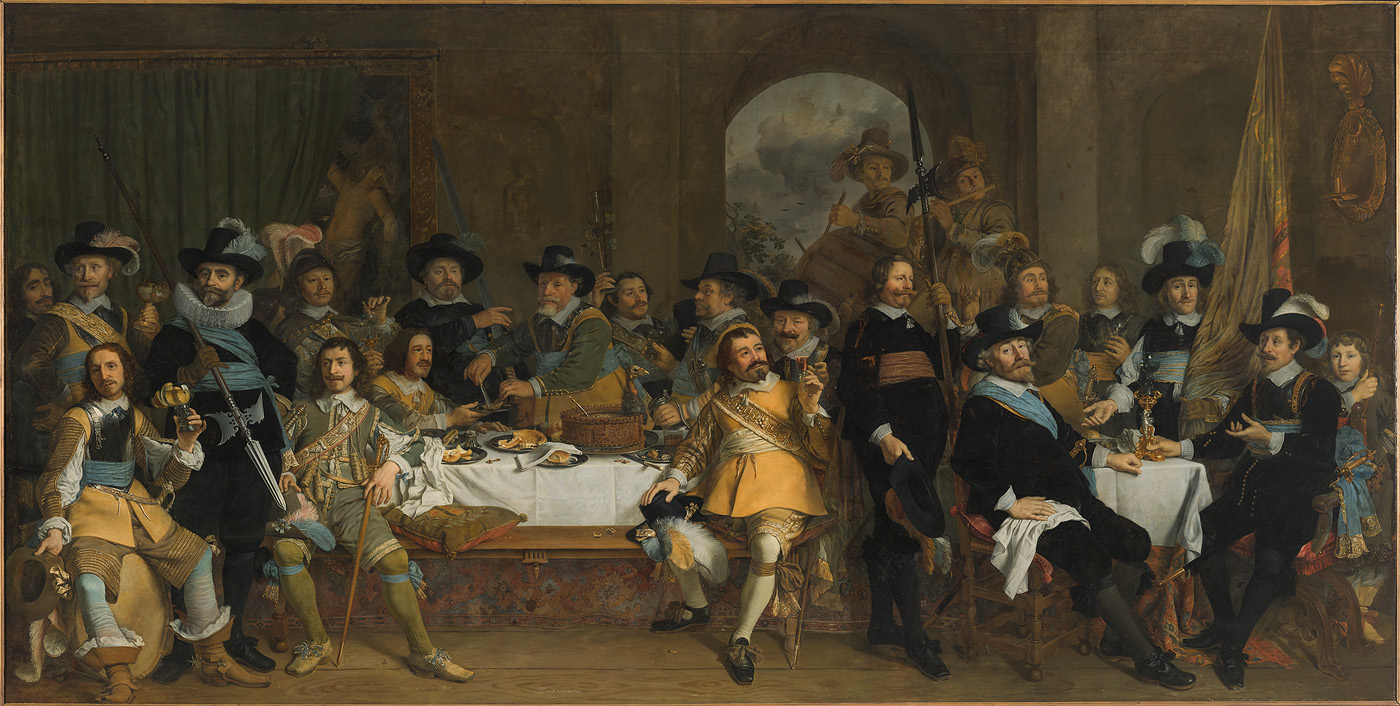
Schuttersmaaltijd ter ere van benoeming kolonel Jan van de Poll. O.a. afgebeeld: luitenant Gijsbert van de Poll en Harmen van de Poll (1650).

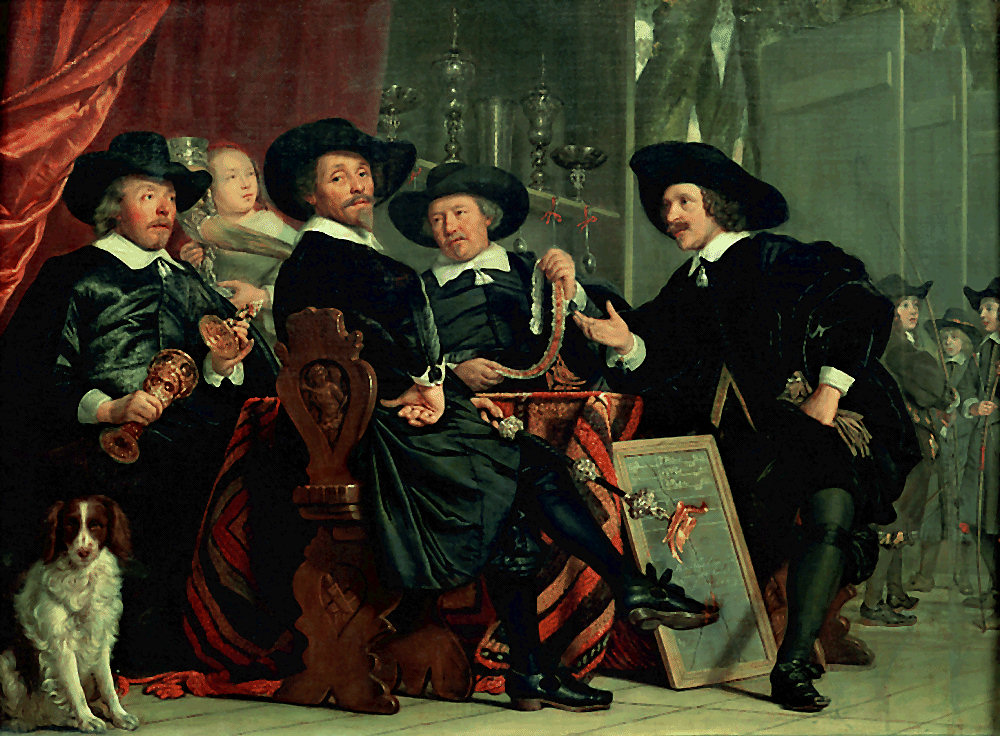
Bestuursleden van de schutterscompagnie St-Sebastiaan te Amsterdam. Vooraan: Jan van de Poll (1653).

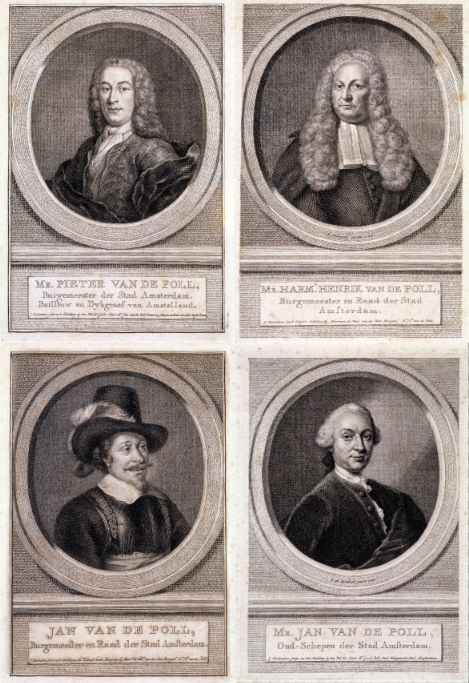
Portretten van enkele Van de Poll-burgemeesters van Amsterdam

## Landgoederen en verblijven

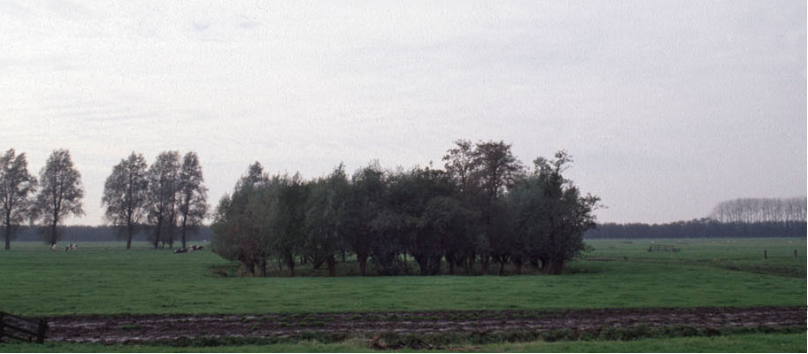
Huis De Polle te Mastwijk
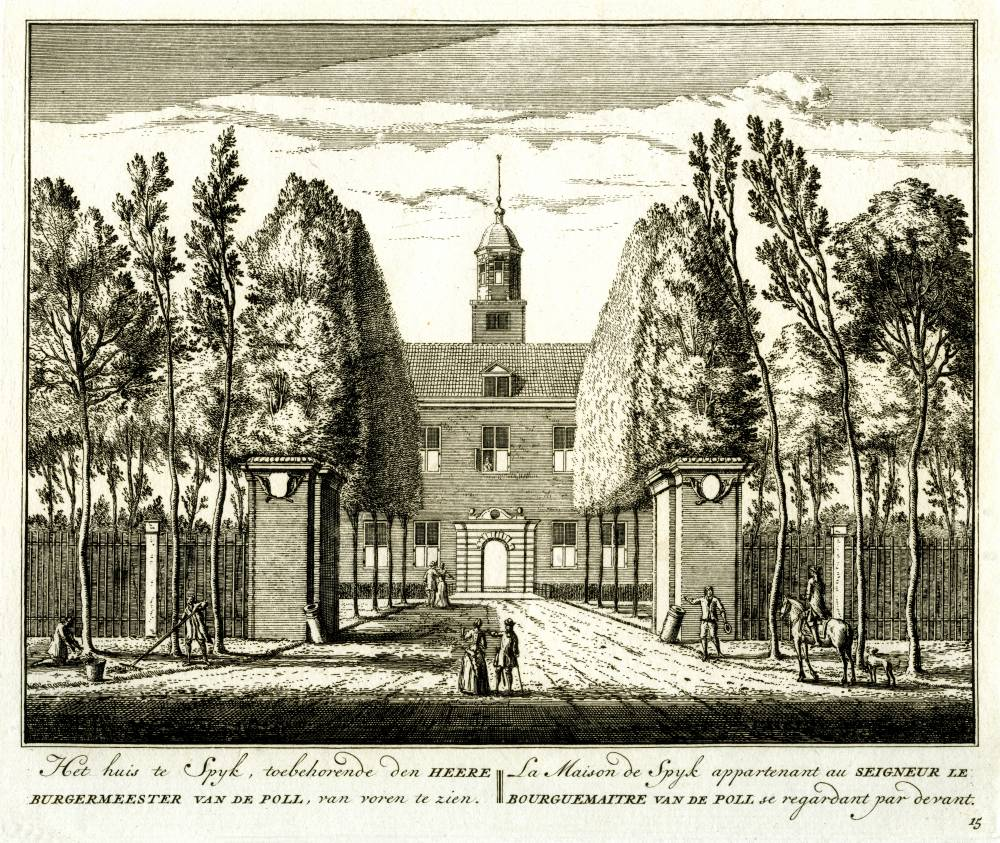
Huis te Spijk te Velsen
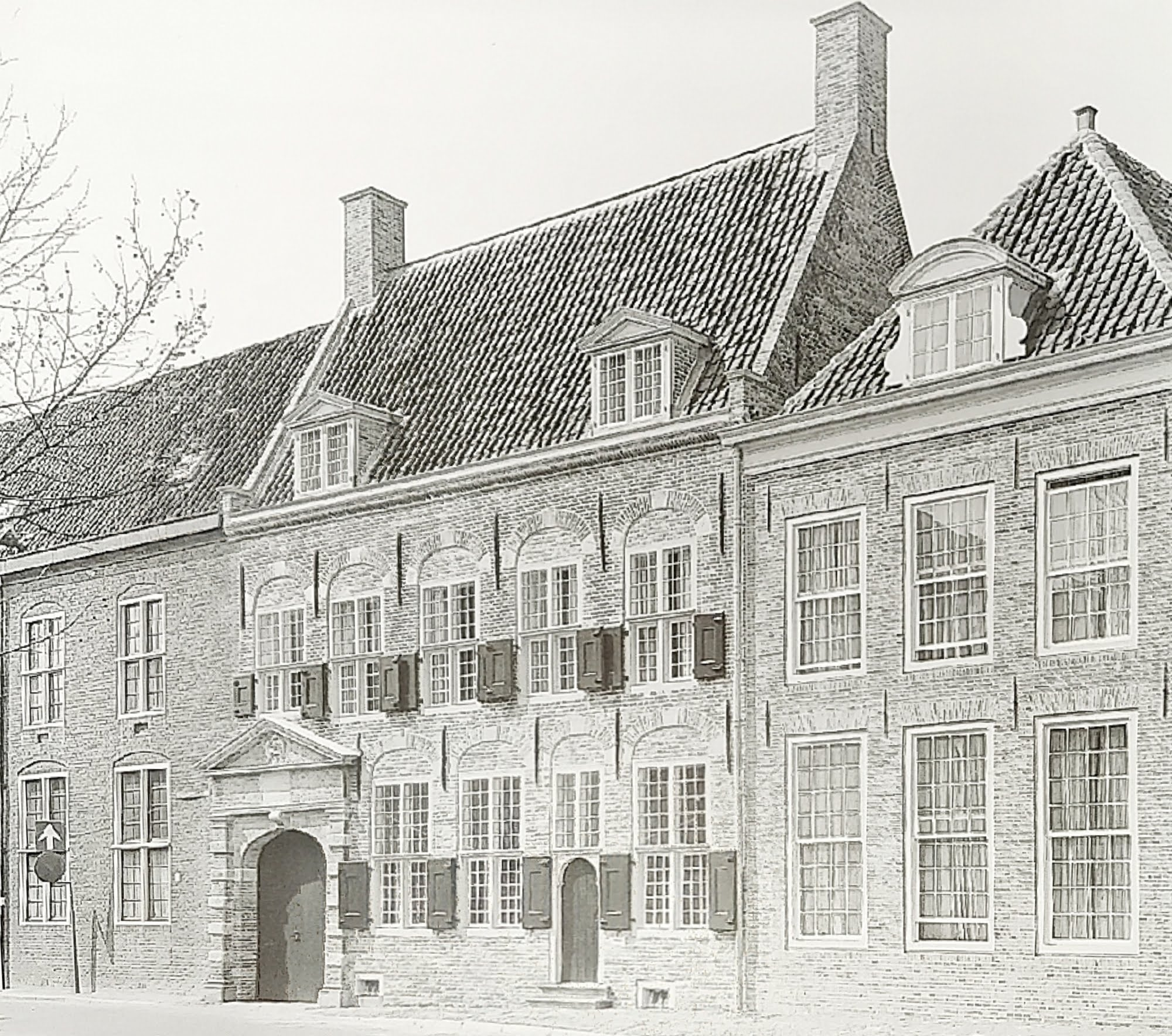
Werkhuis Evert van de Poll te Utrecht
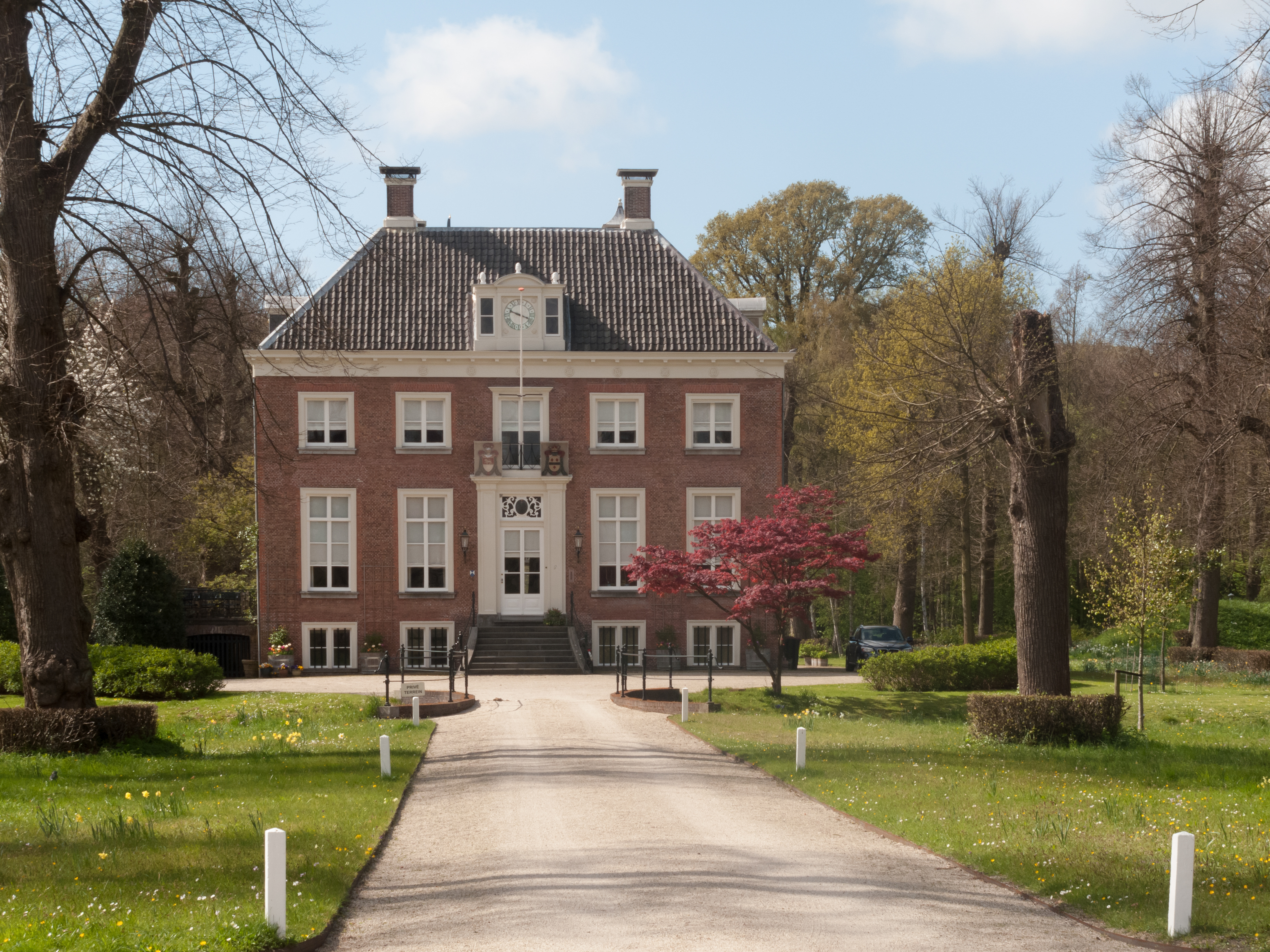
Huis te Manpad te Heemstede
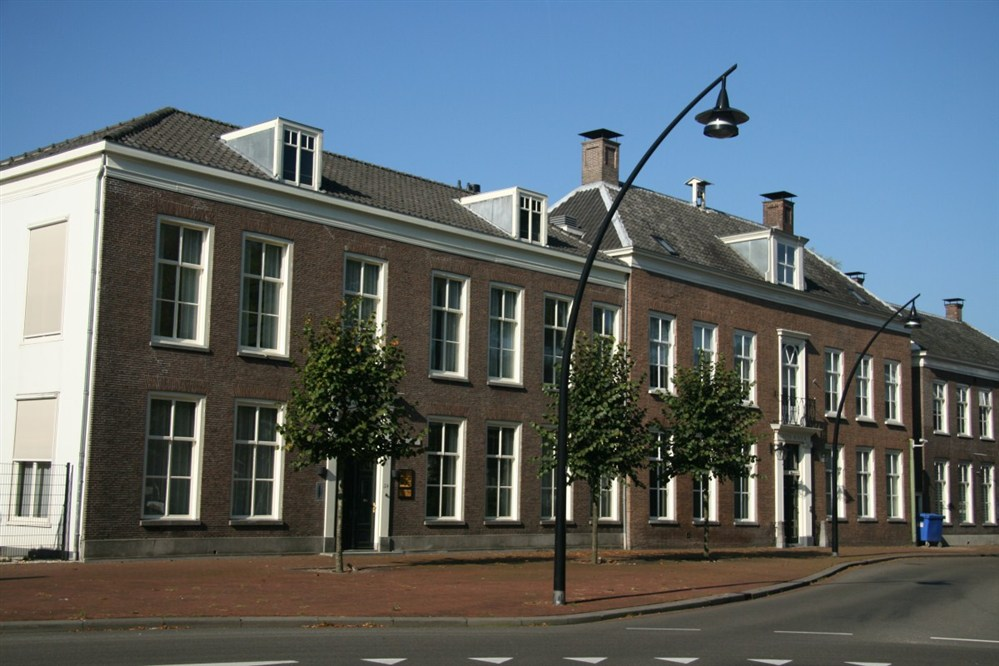
Huis Beek en Royen te Zeist
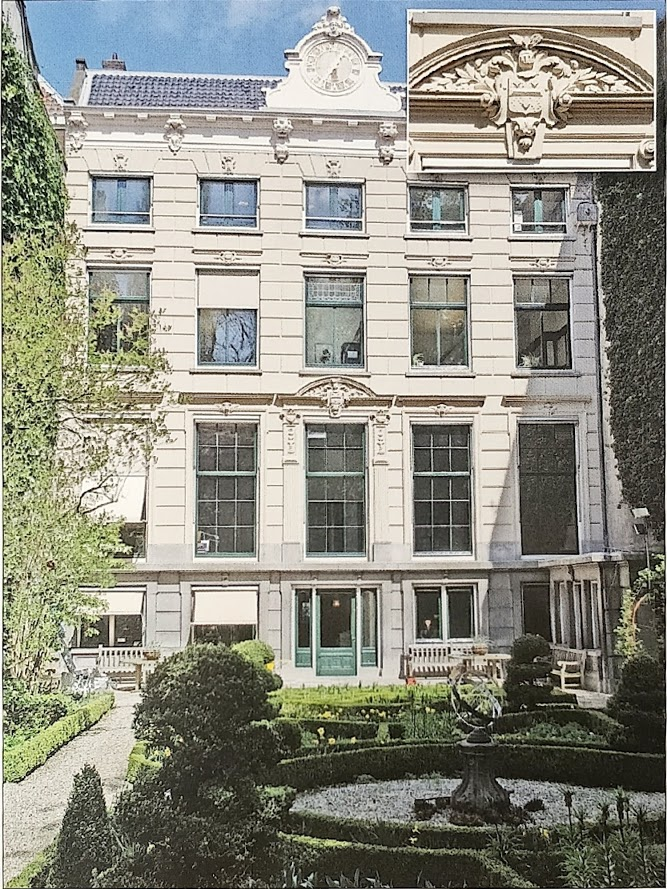
Herengracht 476 te Amsterdam
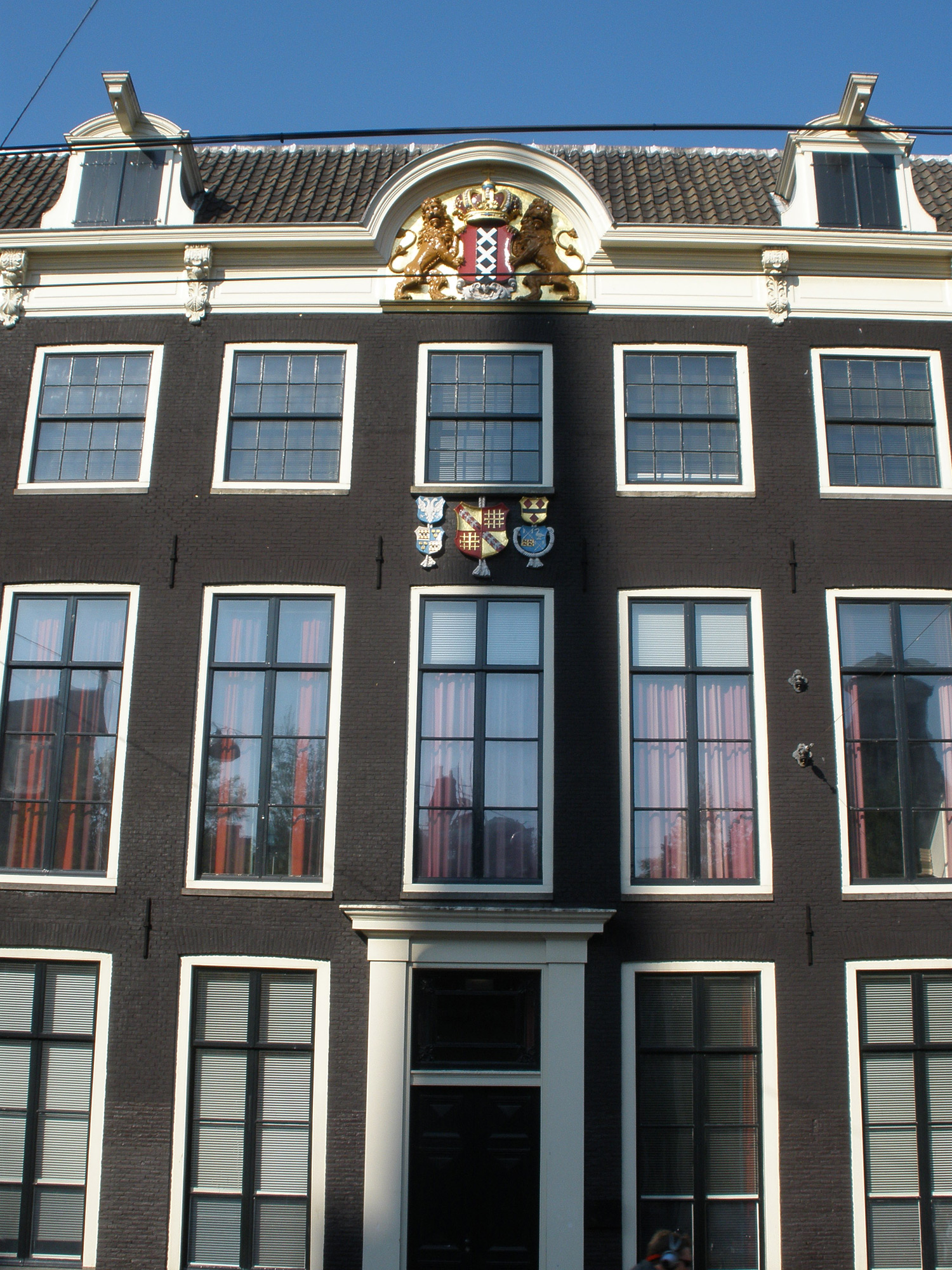
Handboogdoelen Singel 421 te Amsterdam

## Van de Poll-Wolters-Quina Stichting
In 1935 werd de Van de Poll-Wolters-Quina Stichting opgericht. Daarin zijn onder andere familieportretten en familiezilver ondergebracht. Het doel van de stichting is deze familiecollectie bijeen te houden, te conserveren en uit te breiden; uitbreiding door aankopen vond nog in de 21e eeuw plaats, door legatering nog eind 20e eeuw. Bovendien worden voorwerpen uit de collectie met regelmaat uitgeleend voor tentoonstellingen, onder andere ter gelegenheid van de verschijning van het boek Van Boll tot Veth. De meeste bestuursleden zijn lid van de familie Van de Poll.

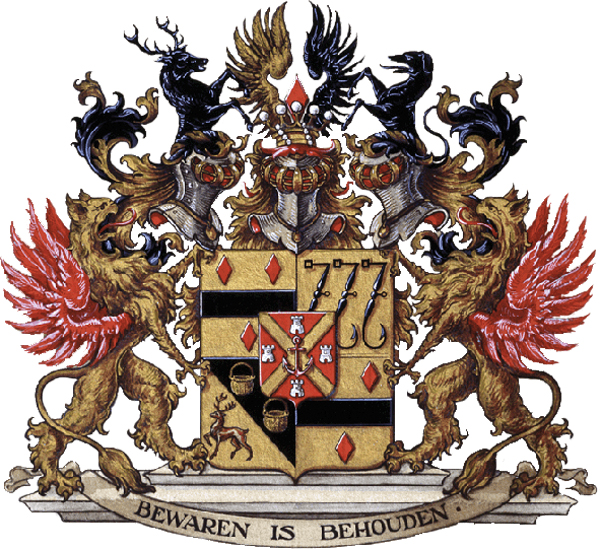
Wapen van de Van de Poll-Wolters-Quina Stichting

## Enkele telgen
- Jan van de Poll (1597-1678), kolonel van de Schutterij, schepen en burgemeester van Amsterdam
- Harmen Hendrik van de Poll (1697-1772), burgemeester, raad, schepen en kolonel der Schutterij van Amsterdam
- Pieter van de Poll (1703-1766), commissaris, schepen en burgemeester van Amsterdam
- Jan van de Poll (1721-1801), schepen en kapitein der Schutterij, als diplomaat afgevaardigd naar Engeland, burgemeester van Amsterdam
- Jacobus van de Poll (1724-1807), secretaris van Amsterdam, bewindhebber van de V.O.C.
- Jan van de Poll (1726-1781), raad, commissaris, burgemeester van Amsterdam, Raad van Admiraliteit
- Aegidius van de Poll (1728-1795), schepen, burgemeester van Amsterdam, raad ter Admiraliteit
- Harmen van de Poll (1750-1807), schepen en commissaris van Amsterdam, koopman, medeoprichter negotie in Suriname en Berbice
- Cornelia Henriëtte van de Poll (1753-1827), echtgenote van Cornelis van Lennep
- Jhr. Jan Wolters van de Poll (1759-1826), directeur van de Sociëteit van Suriname (1785-1791) en burgemeester van Amsterdam
- Jhr. mr. Willem Gerrit van de Poll (1763-1836), politicus, president Nederlandse Handelsmaatschappij
- Jhr. mr. Frederik van de Poll (1780-1853), burgemeester van Amsterdam en commissaris des Konings in de provincie Utrecht
- Anna Catharina van de Poll (1791-1860), echtgenote van David Jacob van Lennep
- Jhr. mr. Willem Gerard van de Poll (1793-1872), lid van de Raad van State
- Jkvr. Frederica Louise Henriëtte van de Poll (1853-1946), hofdame van koningin Emma, Dame du Palais van koningin Wilhelmina
- Jhr. Harmen Hendrik Jules Marie van de Poll (1880-1961), burgemeester
- Jhr. mr. Willem Jan Marie van de Poll (1882-1930), burgemeester
- Jhr. Willem Hendrik van de Poll (1906-1961), burgemeester
- Jhr. Harmen Willem Luciën Marie van de Poll (1916-2000), kunstschilder
- Prof. jhr. dr. Henk Wouter van de Poll (1932-2017), hoogleraar geologie University of New Brunswick